# گاومیر سفلی
روستای گاومیر سفلی در ۲۰ کیلومتری شهرستان بروجرد استان لرستان واقع شده‌است. کشت اصلی روستا گندم و به صورت دیم می‌باشد و باغات سرسبزی نیز در آن وجود دارد. اغلب نام های خانوادگی اهالی این روستا رحیمی، قاسمی و رضایی می باشد.

## منبع
1. ↑  «The Junior School | 0938 563 4234 | استان لرستان». همه کسب و کار. دریافت‌شده در ۲۰۲۲-۰۹-۰۱.
2. ↑  «خط کش». khatkesh.net. دریافت‌شده در ۲۰۲۲-۰۹-۰۱.